# Kumis

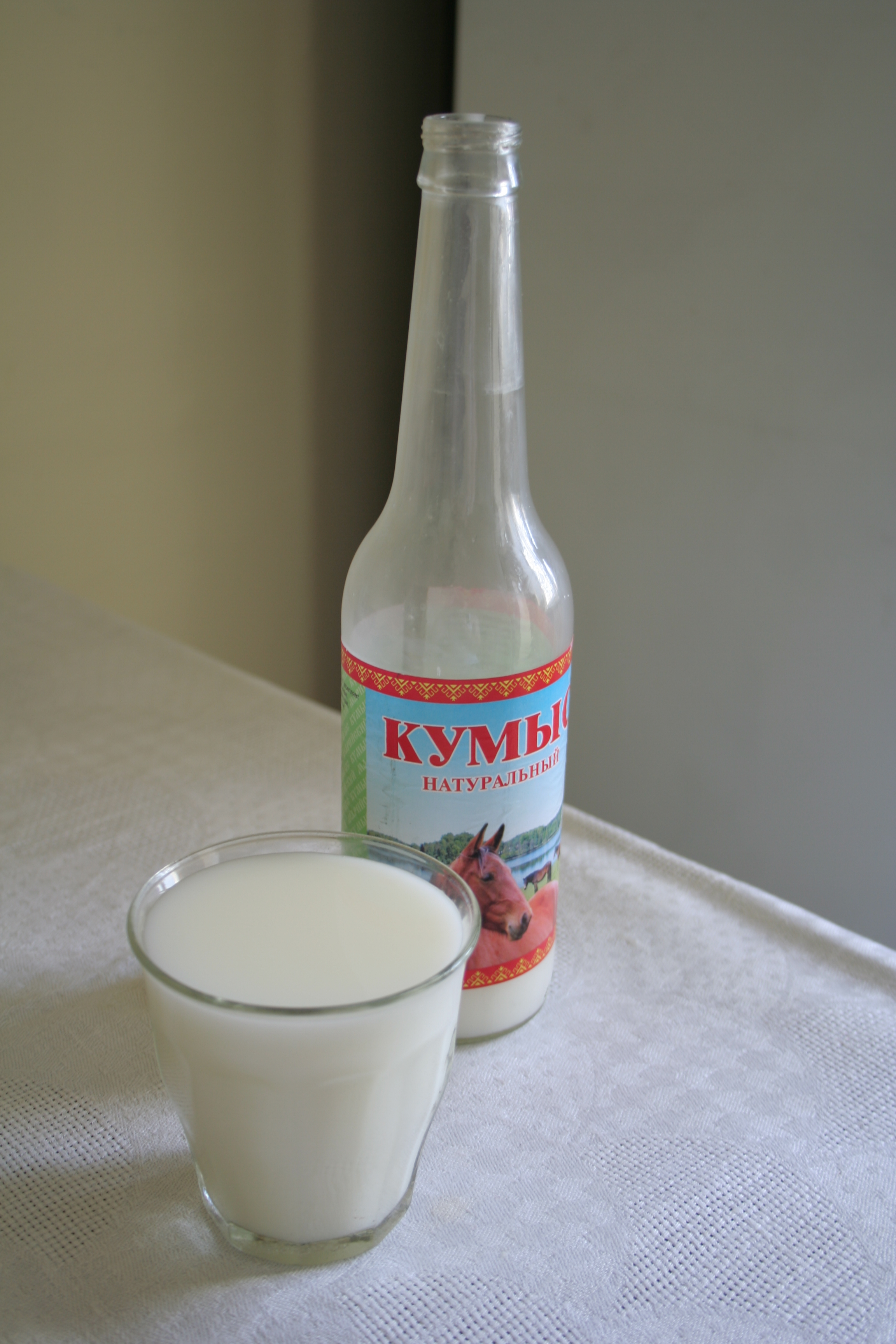
Bottiglia e bicchiere di kumis

Il kumis, o airag, è una bevanda, tipica di molte popolazioni dell'Asia centrale, ottenuto dalla fermentazione del latte di giumenta.
Il kumis è un derivato del latte simile al kefir, ma prodotto da fermentanti liquidi, a differenza di quanto accade con il kefir, che invece utilizza fermentanti solidi. Poiché il latte di giumenta possiede un contenuto zuccherino superiore a quello del latte di vacca e di capra, il kumis che si ottiene ha un tenore alcolico superiore a quello del kefir.
Tale bevanda è tipica di molti popoli delle steppe centroasiatiche e, a seconda del popolo e della lingua, il kumis assume nomi e viene scritto in maniera diversa.

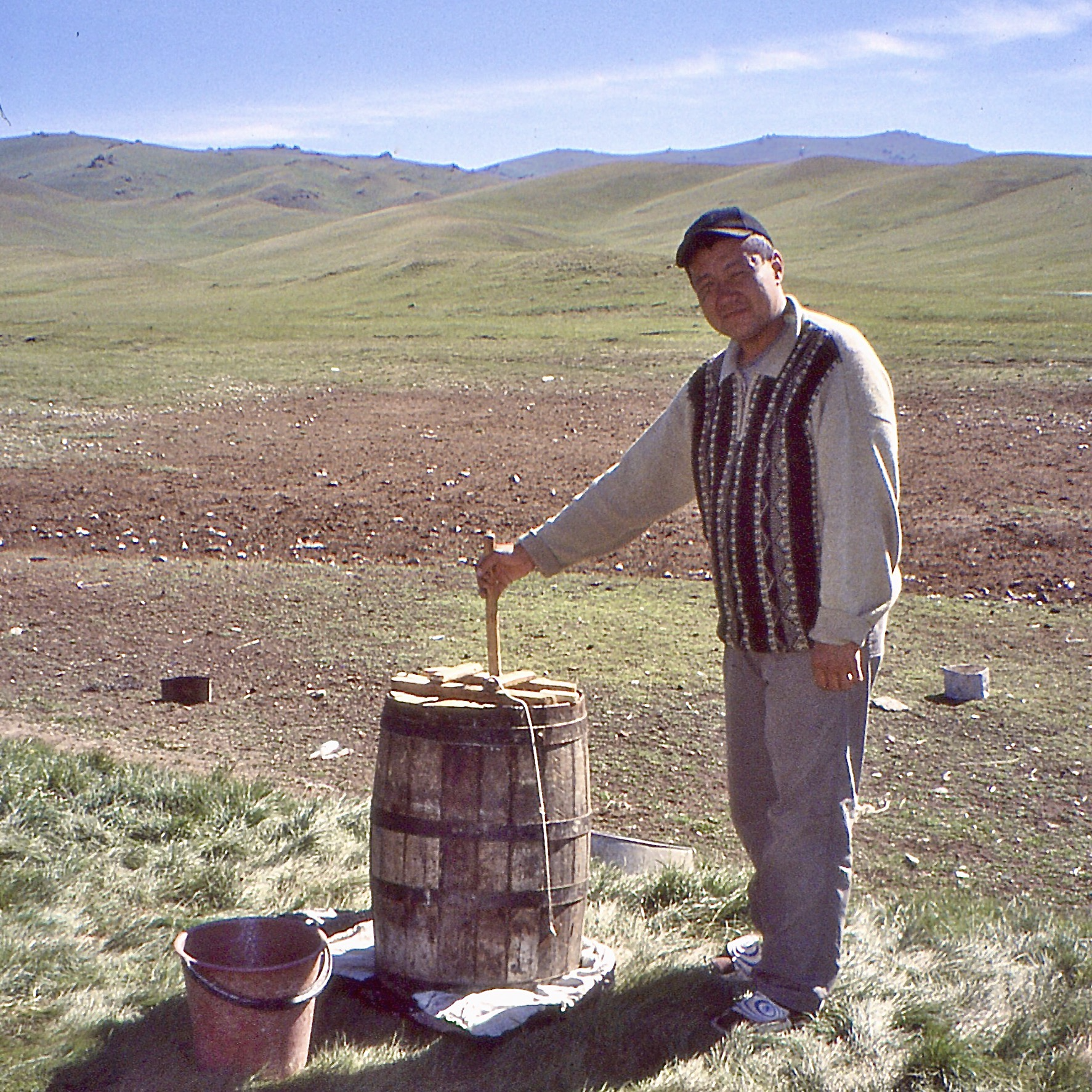
Un allevatore seminomade prepara il kumis nella zona del Song Kol, Kirghizistan, luglio 2004

## Nomi
Il kumis viene anche scritto come kumiss, koumiss, kymys, kymyz, kumisz, kymyz o qymyz. È scritto kımız in turco, qımız in tataro, қымыз (IPA: [qəmə́z]) in kazaco, кымыз (IPA: [qɯmɯ́z]) in kirghiso, qımıð in baškira, kımıs in lingua sacha (o yakuta), xımıs in tuvano, e qimiz (IPA: [qɨmɨz]) in uzbeco. Il termine russo кумыс deriva dal termine turco kımız.
Ne Il Milione di Marco Polo è chiamato chemisi.
In Mongolia, la bevanda è chiamata ajrag (mongolo: айраг).